# Painküla
Painküla är en ort i Estland. Den ligger i Jõgeva kommun och landskapet Jõgevamaa, i den centrala delen av landet, 120 km sydost om huvudstaden Tallinn. Painküla ligger 71 meter över havet och antalet invånare är 200.
Terrängen runt Painküla är platt. Runt Painküla är det glesbefolkat, med 11 invånare per kvadratkilometer. Närmaste större samhälle är Jõgeva, 3,2 km norr om Painküla. I omgivningarna runt Painküla växer i huvudsak blandskog.